# Прадо, Мариано Игнасио
Мариано Игнасио Прадо Очоа (исп. Mariano Ignacio Prado Ochoa); 18 июля 1826 — 5 мая 1901, Париж) — перуанский военный и политический деятель. Временный Верховный правитель Перу с 25 апреля по 24 июня 1865 (1-й раз) и с 28 ноября 1865 по 15 февраля 1867 (2-й раз). Президент Перу с 2 августа 1876 по 23 декабря 1879.

## Биография
Мариано Игнасио Прадо поступил на службу в армию в возрасте 18 лет, но вскоре был отправлен в ссылку в Чили из-за его критики правительства Хосе Руфино Эченике. В 1855 году сражался под командование Рамона Кастильи во время либеральной революции. Позже он был делегирован своим родным городом в парламент Перу, в 1858 году Прадо был назначен префектом города Арекипа.

## Восстание и первое правление
28 февраля 1865 года в Арекипе поднял восстание, будучи недовольным условиями мирного договора, подписанного после войны с Испанией. В результате революции он сверг с поста президента Хуана Антонио Песета и 25 апреля объявил себя Временным Верховным правителем Республики. Через два месяца он передал руководство страной в руки Педро Диаса Кансеко, для того, чтобы на законных основаниях участвовать в выборах в этом же году в президенты Перу, в результате этих выборов Прадо вновь возглавил страну.

## Второе правление
В течение второго правления Мариано Игнасио Прадо продолжалась война с Испанией. В 1867 году была принята новая либеральная конституция, которая вызвала неприятие консерваторов, поднявших восстание в Арекипе.  В результате поражения в гражданской войне Прадо был вынужден подать в отставку 7 января 1868 года. Власть перешла к победившему Педро Диесу Кансеко.

## Третье правление
В 1876 году Прадо вновь возглавил Перу после президента Мануэля Пардо. Третье правление Прадо ознаменовалось сильнейшими экономическим кризисом возникшим в стране. В 1879 году началась Вторая Тихоокеанская война. В феврале 1879 года войска Чили напали на Боливию. Перу, имевшее с Боливией договор о взаимопомощи, вынужденно вступило в войну в апреле того же года. Господствуя на море, чилийцы к концу года оккупировали боливийское побережье и перуанскую провинцию Тарапака. Видя, что его страна терпит поражение, Мариано Игнасио Прадо 19 декабря 1879 года отправился в Европу закупать вооружение, а пост президента передал на время вице-президенту Луису Ла Пуэрте. Прадо выпустил манифест, обращённый к нации, объясняющий трудности положения страны в войне и оправдывавший принятие решение об отъезде президента в Европу. Но многие перуанцы восприняли его отъезд как трусость и бегство и неспособность бороться и управлять страной в столь сложных условиях. Собрав огромные денежные и материальные средства, а также драгоценности, собранные дамами аристократического сословия Лимы для защиты страны, Мариано Игнасио Прадо покинул Перу. Вскоре, воспользовавшись волнениями, в Перу был совершён переворот и к власти пришёл Николас де Пьерола, а бывший президент Мариано Игнасио Прадо в Перу так больше и не вернулся, как и не вернулись деньги и драгоценности, увезённые им на покупку оружия. Доподлинно неизвестно, был ли у него план не возвращаться в страну и присвоить себе материальные средства, но факт его невозвращения и присвоения (по всей видимости) средств, послужил поводом для объявления его предателем, а также для лишения его гражданства и звания генерала. Некоторые историки считают, что факт его предательства был сфальсифицирован правившим тогда Николасом де Пьеролой. В Перу у него осталась жена, а также младшие дети, которые впоследствии героически сражались в войне против Чили. Один из его сыновей Мануэль Прадо и Угартече дважды становился президентом Перу.
Умер в Париже 5 мая 1901 года.